# Церква сорока мучеників Севастійських (Іваничі)
Церква Сорока мучеників Севастійських — чинна дерев'яна церква ПЦУ, пам'ятка архітектури місцевого значення (охоронний номер 260-Вл) в селищі  Іваничі Володимирського району Волинської області. Розташована на парафіяльному цвинтарі в історичному районі «Загребля». Побудована в ХІХ столітті, проте її вважають наступницею Благовіщенської церкви XVI століття, заснованої представниками шляхетського роду Іваницьких.

## Історія

### Церква-попередниця
Вважається, що на місці сучасної споруди раніше стояла церква Благовіщення, заснована в XVI столітті місцевим шляхтичем Іларіоном Богушевичем Іваницьким. Згідно з парафіяльним літописом 1896 року, Іларіон Іваницький був похований у цій церкві 30 квітня 1579 року під білою кам'яною плитою перед намісною іконою Спасителя.
Засновник подарував храму чимало цінних речей, зокрема рукописні мінеї (1547 та 1579 років), кипарисовий хрест, обкладений сріблом, та ікону Благовіщення (1576). У церкві також зберігалася ікона св. Миколи 1765 року роботи іконописця Адама Стефана Собещанського. Частина цих реліквій, зокрема хрест та рукописна Євангелія XVII століття, до 1914 року зберігалися у володимирському «древнєхраниліщі».

### Перенесення та новітня історія
У ХІХ столітті в Іваничах збудували нову муровану церкву Казанської Богоматері (згоріла в 1969 році), а стара дерев'яна церква стала замалою. У 1876 році, з дозволу архієпископа Агафангела, стару Благовіщенську церкву перенесли на цвинтар і освятили на честь Сорок мучеників Севастійських. Під церквою було збудовано цегляний склеп для поховань.
Богослужіння в цвинтарній церкві відбувалися в різні дні, але обов'язково на храмове свято (22 березня за новим стилем, раніше 29 серпня), а також на треті дні Пасхи та Різдва.
До 1993 року храм використовувала громада УПЦ (МП). Після цього церква перейшла у користування громади УПЦ Київського Патріархату, нині — ПЦУ.
Рішенням виконавчого комітету Волинської обласної ради народних депутатів від 3 квітня 1992 року № 76 церкву внесено до переліку пам'яток архітектури місцевого значення.

## Архітектура
Церква дерев'яна, тридільна, одноверха, розташована на північно-західній околиці селища в історичному районі «Загребля». Вівтар орієнтований на південний схід. Бабинець дещо видовжений по осі церкви. До нави з північного боку прибудовано дерев'яну ризницю. Наву вінчає восьмерик з наметовим верхом. Зовні церква виглядає як така, що давно не ремонтувалася.

## Галерея

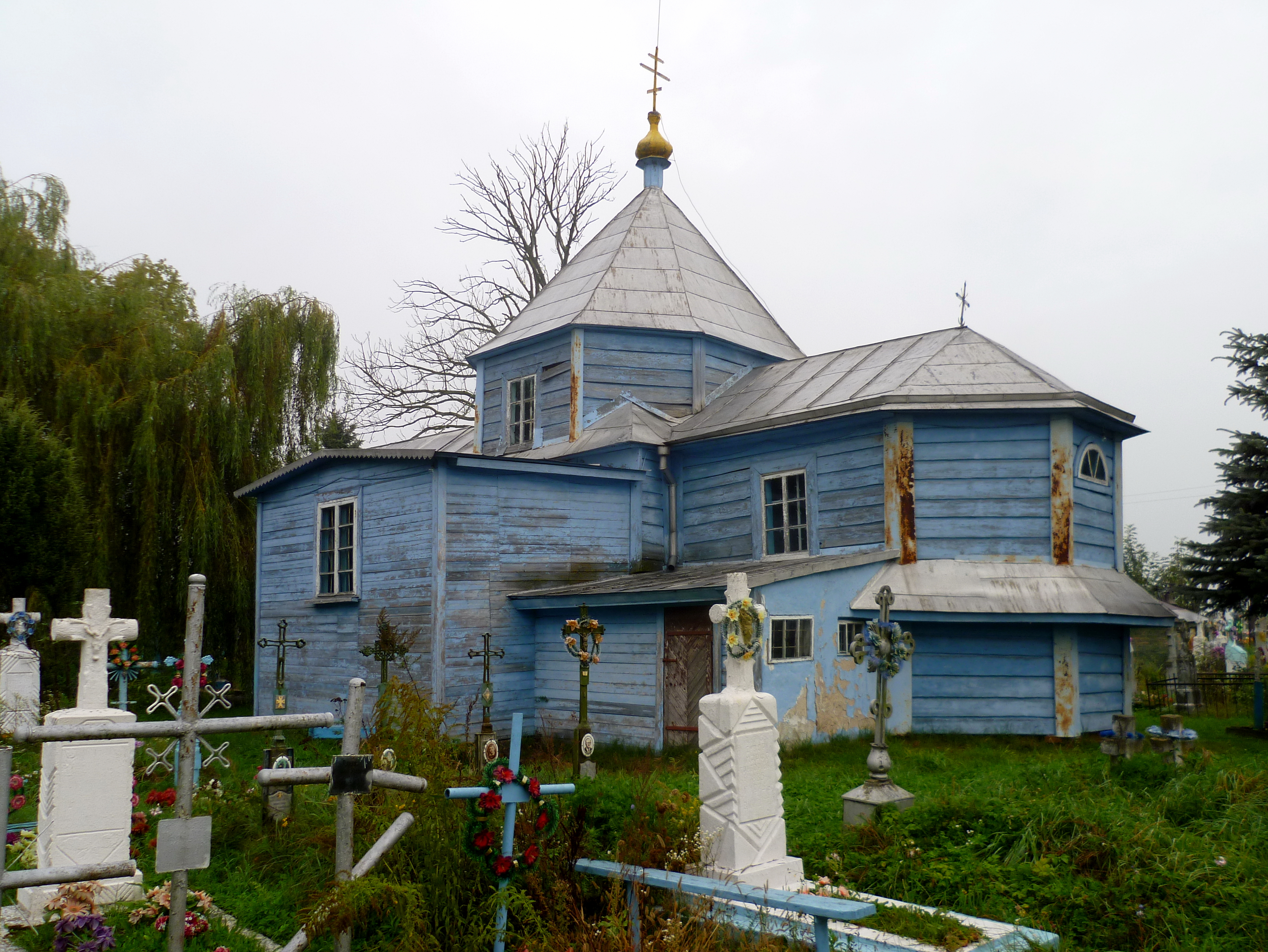
Вигляд ззаду
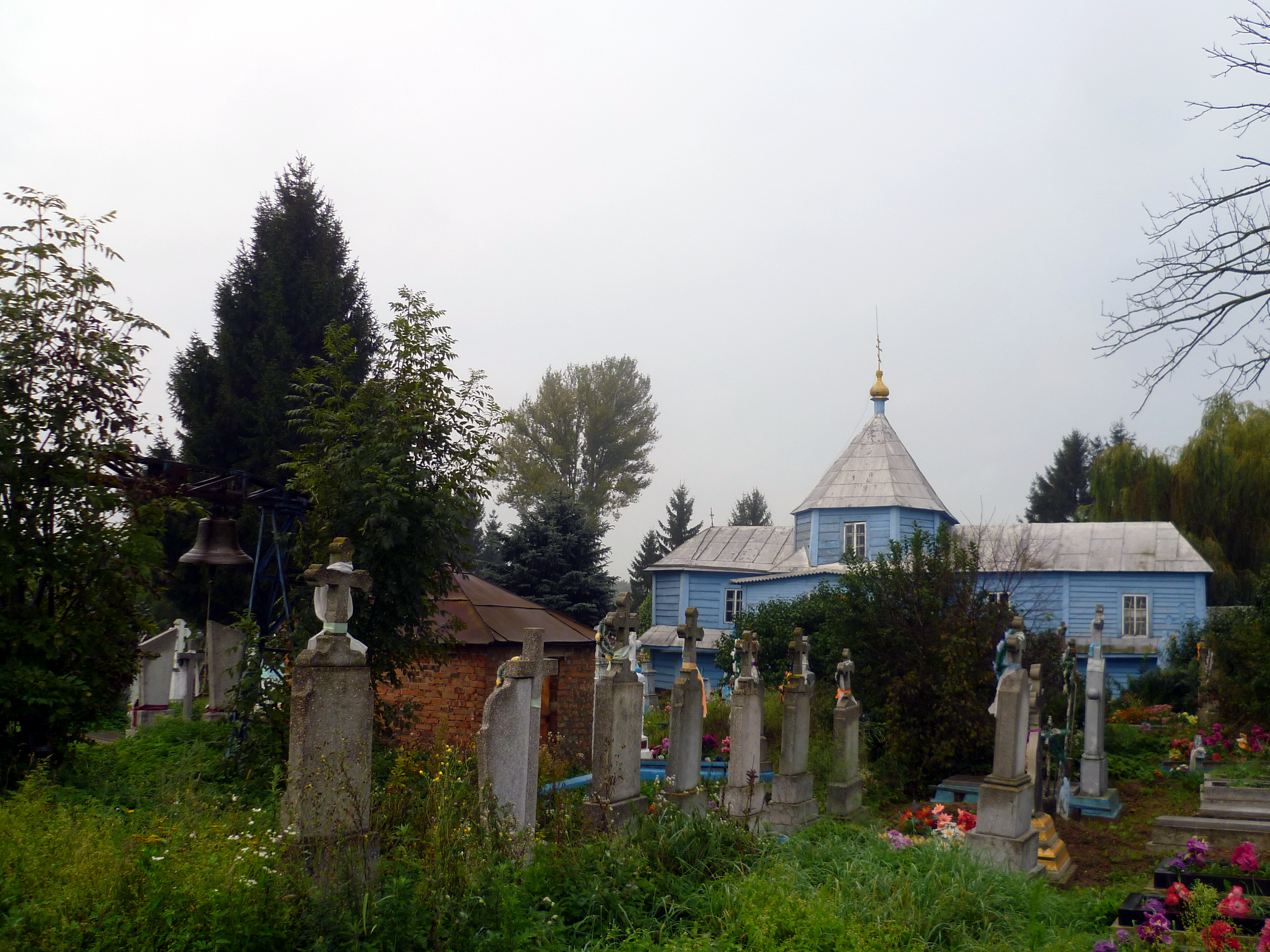
Дзвін на території церкви